# Pozoblanco

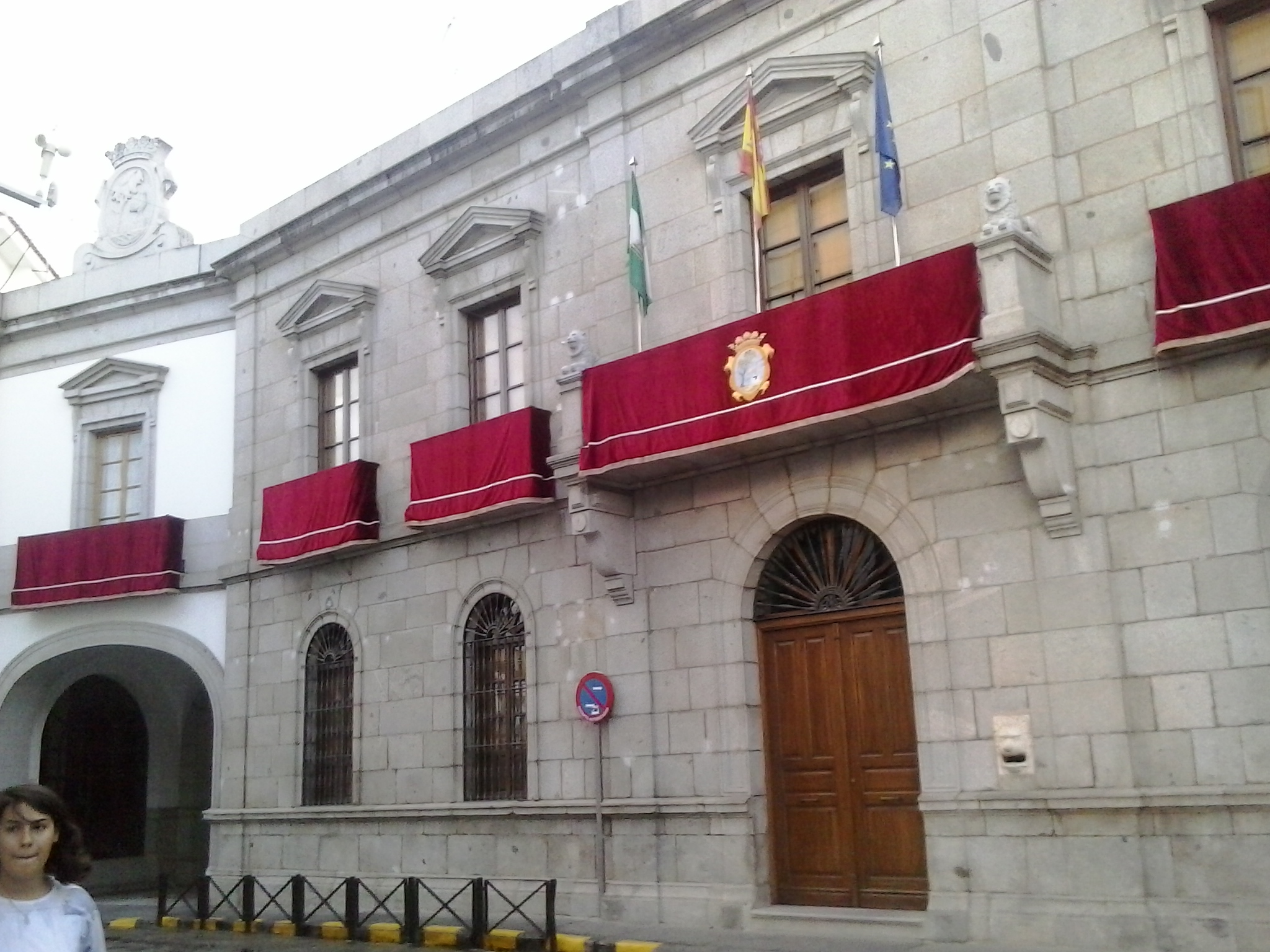
Pozoblanco City Hall. (2014)

Pozoblanco est une commune de la province de Cordoue, en Andalousie, dans le sud de l'Espagne. En 2021, elle possédait 17156 habitants. 
La coopérative Covap se trouve dans cette ville…

## Géographie
Pozoblanco se trouve à 86 kilomètres de Cordoue. C'est la commune la plus peuplée du nord de la province de Cordoue. Pozoblanco est la capitale économique et administrative du Valle de los Pedroches. On y trouve en particulier l'hôpital régional et principal du nord de la province de Cordoue.

## Politique et administration

### Jumelages
Commune jumelée avec Le Mée-sur-Seine.